# Gabriele Gualdo
Gabriele Gualdo noto spesso con lo pseudonimo di Nicola Peguleti (Vicenza, 1659 – Padova, 9 marzo 1743) è stato un teologo italiano.

## Biografia
Pubblicò i suoi libri anche con altri pseudonimi, come Angelo Cupezioli e Guido Bellagra. Studiò a Piacenza presso i teatini, ma visse gran parte della sua vita a Padova, dove fu professore di teologia e filosofia all'Università. Nel suo Tractatus probabilitatis ex principiis antiquorum compositus affronta il tema della teologia morale, interpretando le due correnti di pensiero religioso dell'epoca dopo la condanna del rigorismo: il probabiliorismo e il probabilismo. I primi erano soprattutto domenicani che, nel dubbio tra un'azione lecita e illecita, sostenevano che andasse seguita l'opinione più probabile, mentre i secondi, spesso gesuiti, ritenevano importante dare piena libertà di scelta. 
Il 13 maggio 1710 un apposito decreto della Sacra Congregazione mise all'indice l'opera di Gualdo. Sotto il nome di Angelo Cupezioli pubblicò anche una Theologia moralis tra il 1737 e il 1741.